# Rudolf II. von Einsiedeln
Rudolf II. (OSB) (* 11. Jahrhundert oder 12. Jahrhundert; † November 1171) war von 1142 bis 1171 der 12. Abt des Klosters Einsiedeln.

## Leben
Die Herkunft Rudolf II. ist umstritten. Möglicherweise gehörte er dem Adelsgeschlecht Lupfen-Stühlingen an.
Die Abtswahl Rudolf II. ging mit einer Gewalttat einher, da der Vogt des Klosters, Rudolf von Rapperswil, und die Ministerialen mit der Wahl nicht einverstanden waren und daraufhin das Stift überfielen und einige Insassen verwundeten. Die anderen Konventualen, inklusive dem Abt, flohen zu König Konrad III. Die Übeltäter konnten überführt werden und entgingen nur knapp der Todesstrafe.
Das genaue Todesdatum des Abtes ist unbekannt. Quellen sprechen sowohl vom 15. als auch vom 18. November 1171.